# 山田眞次郎
山田 眞次郎（やまだ しんじろう、1949年12月3日 - ）は日本の企業家、インクス（現SOLIZE）の創業者。

## 経歴
広島県出身。広島県立呉三津田高等学校を経て、1974年に青山学院大学理工学部機械工学科を卒業。同年、三井金属鉱業株式会社に入社し、自動車用ドアロックの設計に従事。1990年三井金属鉱業株式会社退社、同年株式会社インクスを設立。2008年、インクスは受注が決まっていた2社40億円のコンサルティングがリーマンショックの影響で取り消されたことにより、入居していた新丸の内ビルディングの年間家賃15億円が払えなくなり、三菱地所にビルからの退去を通告したが、定期借款契約だったため、契約期間の残りの家賃として約200億円を要求され退去もできず、2009年5月までには資金繰りに窮する状況に追い込まれた。2009年2月、45億円の現金を保有していたにもかかわらず、株式会社インクスの民事再生法適用申請（同年10月認可）、2010年1月、インクス退社。その後、芝浦工業大学MOT客員教授、高知工科大学客員教授を経て、県立広島大学大学院経営管理研究科客員教授。株式会社プランテックス会長。日本工業大学大学院工学研究科博士後期課程機械工学専攻修了、博士（工学）（日本工業大学）。

## 著書
- 『大転換思考のすすめ』講談社、畑村洋太郎と共著 ISBN 978-4061496606 （2003年4月1日出版）
- 『インクス流!』ダイヤモンド社 ISBN 978-4478200827 （2003年8月1日出版）
- 『思考 日本企業再生のためのビジネス認識論』学研プラス、井関利明と共著 ISBN 978-4054058866 （2013年11月26日出版）